# Världsmästerskapen i hastighetsåkning på skridskor 1911
Världsmästerskapen i hastighetsåkning på skridskor 1911 avgjordes under perioden 5-6 mars 191 på Øen Stadion i Trondheim i Norge.
Nikolay Strunnikov fick lägst antal poäng, och vann alla fyra distanser, vilket ledde till att han korades till världsmästare.

## Allroundresultat
| Placering | Åkare              | Nation        | Poäng | 500 meter | 5 000 meter  | 1500 meter  | 10 000 meter |
| 1         | Nikolay Strunnikov | Ryssland      | 4     | 46.4 (1)  | 9:10.2 (1)   | 2:26.0 (1)  | 18:13.0 (1)  |
| 2         | Martin Sæterhaug   | Norge         | 14    | 48.3 (4)  | 9:14.4 (4)   | 2:26.6 (2)  | 18:49.9 (4)  |
| 3         | Henning Olsen      | Norge         | 15    | 48.6 (5)  | 9:13.4 (3)   | 2:29.7 (4)  | 18:39.9 (3)  |
| 4         | Thomas Bohrer      | Österrike     | 17    | 47.0 (2)  | 9:15.6 (5)   | 2:30.5 (5)  | 18:50.0 (5)  |
| 5         | Trygve Lundgreen   | Norge         | 17    | 49.9 (9)  | 9:12.2 (2)   | 2:31.0 (6)  | 18:29.2 (2)  |
| 6         | Otto Andersson     | Sverige       | 19    | 48.2 (3)  | 9:18.5 (7)   | 2:26.9 (3)  | 19:11.7 (6)  |
| 7         | Stener Johannessen | Norge         | 28    | 50.4 (12) | 9:17.8 (6)   | 2:32.4 (7)  | 19:13.5 (7)  |
| 8         | Johs Fladaas       | Norge         | 32,5  | 49.6 (7)  | 9:54.4 (10)  | 2:36.0 (8)  | 19:42.2 (9)  |
| 9         | Ejnar Sørensen     | Danmark       | 33,5  | 50.7 (13) | 9:44.0 (8)   | 2:36.0 (8)  | 19:26.4 (8)  |
| 10        | Hendrik Taconis    | Nederländerna | 40    | 52.0 (15) | 9:55.6 (11)  | 2:41.8 (16) | 19:55.1 (10) |
| NC        | Ivar Fyhn          | Norge         | -     | 50.0 (10) | 10:15.5 (14) | 2:41.7 (15) | NS           |
| NC        | Christian Fyhn     | Norge         | -     | 50.0 (10) | 10:01.7 (13) | 2:40.5 (13) | NS           |
| NC        | Thoralf Thoresen   | Norge         | -     | 49.6 (7)  | NF           | 2:41.3 (14) | NS           |
| NC        | Jacob Sæterhaug    | Norge         | -     | 51.4 (14) | 9:48.3 (9)   | 2:40.4 (11) | NS           |
| NC        | Sigurd Jensen      | Norge         | -     | 52.9 (16) | 9:58.9 (12)  | 2:40.4 (11) | NS           |
| NC        | Otto Monsen        | Norge         | -     | 49.5 (6)  | 10:18.5 (15) | 2:37.3 (10) | NS           |

 * = Föll
NC = Utan slutplacering
NF = Slutförde ej tävlingen
NS = Startade ej
 DQ = Diskvalificerad
Källor: SpeedSkatingStats.com

## Regler
Fyra distanser åktes:
- 500 meter
- 1500 meter
- 5000 meter
- 10000 meter

Ranking gjordes efter ett poängsystem. Poängen delades ut till åkare som åkt alla distanser. Slutrankingen avgjordes sedan genom att rangordna åkarna, med lägsta poäng först.
- 1 poäng för 1:e plats
- 2 poäng för 2:a plats
- 3 poäng för 3:e plats
- och så vidare

Dåtida godkände också att om någon vunnit minst tre av fyra distanser blev denna världsmästare.
Silver- och bronsmedaljer delades ut.

### Fotnoter
1. ↑  ”Results of the 1911 World Championship Allround Men”. SpeedSkatingStats.com. http://www.speedskatingstats.com/index.php?file=championships&g=m&type=wchall&year=1911. Läst 25 augusti 2012.